# Namosi (tỉnh)
Namosi là một trong 14 tỉnh của Fiji, và một trong 8 tỉnh của đảo Viti Levu, hòn đảo lớn nhất nước. Tỉnh nằm ở phía tây Suva, diện tích của tỉnh là 570 km². Dân số tỉnh năm 2007 là 6.898 người.